# 鈴木三成 (陶芸家)
鈴木 三成（すずき さんせい、1936年 - ）は日本の青磁の陶芸家。
1936年、千葉県市原市出身。
1955年に河村蜻山の内弟子となる。1961年に独立し、小田原市に築窯する。
1968年に日本伝統工芸展に初入選する。以降、主に日本伝統工芸展で活動する。 
国立故宮博物院（台湾）の青磁に魅了され、1970年代後半より青磁の研究を行う。第9回（1987年）日本陶芸展では「青瓷壷」が文部大臣賞を受賞する。鈴木三成作の青瓷壷は、1989年に千代の富士貢が国民栄誉賞を受賞した際の記念品として贈呈された。また、1992年には大英博物館に収蔵されている。

## 賞歴
日本陶芸展
- 1981年 第6回 - 優秀作品賞・日本陶芸展賞
- 1987年 第9回 - 優秀作品賞・文部大臣賞

日本陶磁協会賞
- 1988年